# Cylindrothyrium subericola
Cylindrothyrium subericola är en svampart som beskrevs av Maire 1907. Cylindrothyrium subericola ingår i släktet Cylindrothyrium, divisionen sporsäcksvampar och riket svampar.   Inga underarter finns listade i Catalogue of Life.